# Xã Toqua, Quận Big Stone, Minnesota
Xã Toqua (tiếng Anh: Toqua Township) là một xã thuộc quận Big Stone, tiểu bang Minnesota, Hoa Kỳ. Năm 2010, dân số của xã này là 53 người.